# Jacques Martin (Comiczeichner)

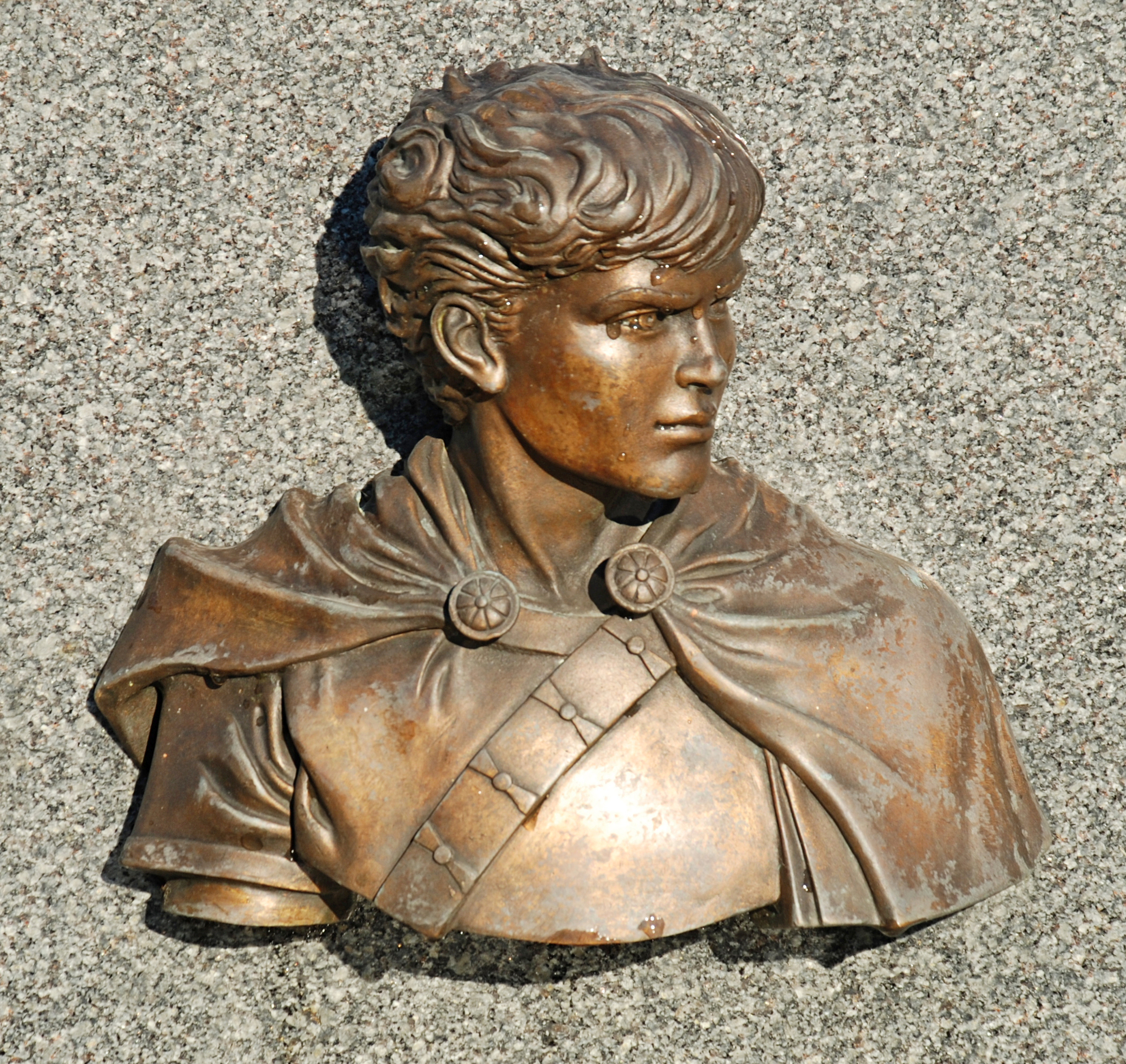
Büste von Alix auf dem Grab von Jacques Martin in Céroux (Ottignies-Louvain-la-Neuve, Belgien).

Jacques Martin (* 25. September 1921 in Straßburg; † 21. Januar 2010 in Pully) war ein französischer Comiczeichner.

## Leben und Werk
Bereits als Kind entdeckte Jacques Martin seine Vorliebe für Bilder und Geschichten. Nach der Schule studierte er zunächst an der Arts et Métiers, wo er eine technische Ausbildung erhielt und Ingenieur wurde. Als Elsässer wurde er gezwungen, für das Dritte Reich zu arbeiten. Aufgrund seiner zeichnerischen Ausbildung wurde er in die Konstruktionsabteilung der Dornier-Werke in Friedrichshafen geschickt, wo er an der Entwicklung von Propellern für Flugzeuge mitarbeitete.
Nach Kriegsende reiste Martin mit seinem Zeichenkarton durch Belgien und Frankreich und suchte bei verschiedenen Redaktionen nach Arbeit. Er arbeitete zunächst in verschiedenen Sparten des graphischen Metiers und erfand in dieser Zeit die Comics Monsieur Barbichou, Graue Eule und Rebhuhnauge. Seine Idee für eine eigene Jugendzeitschrift fand keine Unterstützung, sodass er sich um eine Anstellung beim belgischen Comicmagazin Tintin bemühte. Erst als Tintin nach zusätzlichen französischen Zeichnern suchte, um nach Frankreich expandieren zu können, erhielt Martin 1948 die Möglichkeit, seine in der römischen Antike angesiedelte Serie Alix zu veröffentlichen. Nach drei Jahren ununterbrochener Arbeit bat er die Redaktion, sich auch mal an einem zeitgenössischen Thema zu versuchen. So entstand 1952 die erste Geschichte um den Reporter L. Frank.
Hergé, der künstlerische Leiter von Tintin, der immer nach geeigneten Talenten für seine eigene Serie Tim und Struppi Ausschau hielt, übergab ihm zunächst die Fertigstellung des letzten Abenteuers von Jo, Jette und Jocko und stellte ihn danach in seinem Studio ein. Fortan unterstützte er Hergé bei der Entwicklung der Handlung von Der Fall Bienlein, Kohle an Bord, Tim in Tibet, Die Juwelen der Sängerin und Flug 714 nach Sydney. Parallel zu dieser Arbeit führte er seine Serien Alix und L. Frank fort. 1972 kündigte er im Studio Hergé und stand wieder auf eigenen Beinen.
Bis 1992 entstanden weitere historische Serien wie Jhen, Arno, Orion und Keos. Nachdem Martin seit 1991 an einer Augenkrankheit litt, die ihm das Zeichnen verunmöglichte, griff er vermehrt auf junge Zeichner zurück, die zunächst für Les Voyages d’Orion und Les Voyages d’Alix arbeiteten und später auch für die Hauptserien herangezogen wurden. 2005 übernahm Casterman zusammen mit Jacques Martins zwei Kindern die Verantwortung über seine Serien. Auch nach Martins Tod 2010 führten diese das Comic-Erbe ihres Vaters fort.

## Veröffentlichungen (Auswahl)
- Alix (1948–2005)
- L. Frank (1952–2004)
- Jhen (1978–2000)
- Arno (1983–1997)
- Orion (1990–1998)
- Keos (1991–1999)
- Loïs (2003–2005)